# خميس الحمادي
خميس الحمادي (بالإنجليزية: Khamis Al-Hammadi)‏ (مواليد 11 أغسطس 1998) هو لاعب كرة قدم إماراتي ، يجيد اللعب كظهير أيسر ، ويلعب حاليًا لنادي بني ياس الإماراتي . 

## روابط خارجية
- خميس الحمادي على موقع Soccerway.com (الإنجليزية)

خميس الحمادي